# توکوگاوا مونه‌تاکه
توکوگاوا مونه‌تاکه ((به ژاپنی: 徳川 宗武 Tokugawa Munetake); ۱ ژانویهٔ ۱۷۱۵ – ۱۵ ژوئیهٔ ۱۷۷۱) سامورایی، و نویسنده اهل ژاپن بود. اولین رئیس شاخه  گوسانکیو از خاندان توکوگاوا، درآمدی در سطح دایمیو داشت، اما خود دایمیو نبود، در عوض محل سکونتش در داخل دروازه تایاسو (Tayasu-mon 田安MON) قلعه ادو بود. زمانی که مادرش اوکان در سال 1722 درگذشت، او توسط اوکومه نو کاتا، یکی از صیغه‌های توکوگاوا یوشیمونه هشتمین شوگون از شوگون‌سالاری توکوگاوا بزرگ شد.